# Serranus scriba

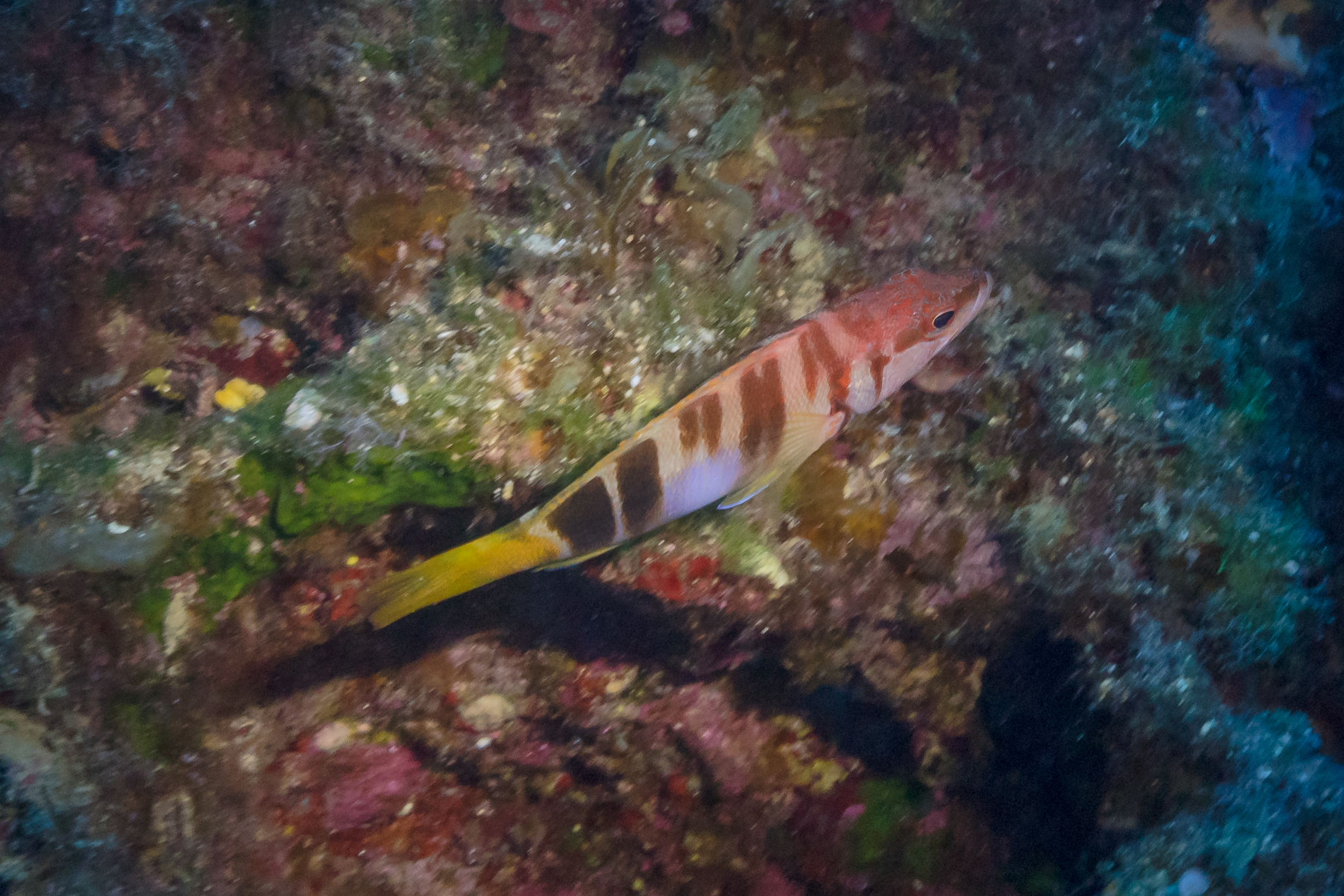
Serranus scriba en la isla de Gozo (Malta).

El serrano (Serranus scriba) es una especie de pez marino subtropical de la familia Serranidae, donde se agrupan los meros. Se encuentra en el este del océano Atlántico, en el mar Mediterráneo y el mar Negro.
Recibe múltiples denominaciones en las distintas lonjas de España: serrano, cabrilla, vaquita, gorrión, garopa, vaquilla serrana, gorrión de piedra, cabritas, etc.
Posee de 14 a 16 espinas en la aleta dorsal. Es hermafrodita y suele vivir en solitario o pequeños grupos.